# Arirang TV
Pour les articles homonymes, voir Arirang.
Arirang TV (coréen : 아리랑 TV) est un réseau télévisé anglophone ayant son siège à Séoul, en Corée du Sud et géré par la Korea International Broadcasting Foundation (« Fondation de diffusion internationale de Corée »). La chaîne présente des émissions variées comportant des reportages culturels, des documentaires, des émissions linguistiques et des divertissements, conçus pour donner aux téléspectateurs un aperçu contemporain de la Corée, de l'Asie et du monde en général. Le nom du réseau, « Arirang », est issu de la chanson traditionnelle coréenne du même nom, très populaire.

## Arirang TV
Fondée en 1996, Arirang TV diffuse des nouvelles, des émissions culturelles et éducatives, des documentaires et plus encore 24 heures par jour, dans de nombreux pays, du fait notamment de sa large diffusion par satellite.
Selon les responsables de la chaîne elle-même : « L'objectif d'Arirang TV est de faire briller l'image de la Corée dans la communauté internationale et d'améliorer les relations avec les pays étrangers à travers une coopération étroite avec les sociétés de diffusion étrangères. ».
Parmi les émissions les plus populaires et les plus longtemps diffusées sur la chaîne, on peut citer : « Arirang News », « Showbiz Extra », « Pops in Seoul » et « Heart to Heart ». « Arirang News » est l'une des nombreuses émissions d'actualités qui couvre les événements en Corée et à l'international. D'autres émissions comme « Diplomacy Lounge » et le talk-show « Heart to Heart », offrent aux téléspectateurs divers aperçus et perspectives, à travers les yeux de diplomates étrangers, de personnalités en visite dans le pays et qui font l'actualité, ou autres. Bien qu'affiliée au gouvernement, Arirang TV garde le contrôle sur sa programmation, qu'elle veut indépendante et s'efforce, selon son PDG Kuk-Lok Chung, de proposer un portrait représentatif de la Corée et « proche du cœur » des téléspectateurs du monde entier.
Arirang diffuse aussi des programmes à propos de l'Asie et du monde, offrant ainsi en Corée et à l'étranger un contenu culturellement varié. Que ce soit à travers une émission culinaire traitant des cuisines du monde entier ou via une publicité réalisée en partenariat avec l'UNICEF pour combattre la faim dans le monde, Arirang se positionne comme une chaîne internationale faisant le lien entre les cultures.
Arirang diffuse trois chaînes : Arirang World, Arirang Korea et Arirang Arab. Le réseau offre des sous-titres en arabe, chinois et espagnol. Depuis le 3 mars 2008, Arirang TV a rajouté trois langues supplémentaires : russe, vietnamien et indonésien.
La chaîne est diffusée gratuitement dans la plupart des pays d'Europe, d'Amérique du Nord, d'Asie (à l'exception de la Corée), d'Australie et des régions du Pacifique. En Corée, c'est par le service de diffusion SkyLife (en) qu'elle peut être reçue, via le satellite Koreasat 3.

### Chronologie d'Arirang TV

Logo en 2011.

- 1996 (10 avril) : Création de la Korea International Broadcasting Foundation.
- 1997 (3 février) : Lancement de la diffusion en Corée.
- 1998 (22 octobre) : Arirang TV est désignée comme l'opérateur principal de la diffusion à l'étranger par le Ministère de la Culture et du Tourisme e la République de Corée.
- 1998 (16 décembre) : Établissement du Media Exporting Center (Centre d'Exportation Média).
- 1999 (12 août) : Arirang TV commence sa diffusion à l'étranger (Région Asie-Pacifique).
- 2000 (10 janvier) : Établissement du Translation and Interpretation Center (Centre de Traduction et d'Interprétation).
- 2000 (26 septembre) : Lancement de la diffusion dans le monde entier (Europe, Afrique et Amériques).
- 2001 (2 mars) : Fondation d'Arirang TV Media.
- 2001 (17 octobre) : Dish Network commence à retransmettre Arirang TV aux États-Unis.
- 2002 (1er mars) : Skylife commence à retransmettre ArirangTV en Corée.
- 2003 (1er septembre) : Lancement de la radio FM sur l'île de Jeju, en Corée.
- 2004 (1er août) : Arirang TV peut être vue sur chaque continent du monde.
- 2004 (1er octobre) : Lancement du service en langue arabe dans les régions arabes.
- 2004 (1er décembre) : TPS commence à retransmettre Arirang TV en France
- 2005 (27 juin) : Arirang TV adopte le nouveau nom « arirang ».
- 2005 (1er septembre) : Lancement de la diffusion multimédia numérique par satellite (ch.43).
- 2005 (1er décembre) : Lancement de la diffusion multimédia en numérique terrestre.
- 2006 (1er avril) : Astra commence à retransmettre Arirang TV dans les régions d'Europe de l'Ouest.
- 2006 (1er septembre) : Début du service de diffusion par Internet « Arirang Cast ».

## Arirang Radio
Arirang Radio est la première station de radio anglophone de Corée.[réf. nécessaire] Elle a été fondée par la Korea International Broadcasting Foundation en 1996.

### Chronologie d'Arirang Radio
- 1996 (10 avril) : Fondation de la Korea Broadcasting Foundation.
- 2002 (13 décembre) : Obtention de l'autorisation de diffusion pour Arirang FM.
- 2003 (1er septembre) : Lancement de la diffusion (18 heures).
- 2003 (1er octobre) : Arirang FM étend sa diffusion (22 heures).
- 2005 (1er septembre) : Lancement de la diffusion multimédia numérique par satellite (TU Media Channel 43) / Arirang Radio étend sa diffusion (24 heures).
- 2005 (1er décembre) : Lancement de la diffusion multimédia en numérique terrestre.

## Programmes d'Arirang TV actuellement diffusés
- All Together (Saison 3), présenté par Han-seok Kim (Hangeul : 김한석) et Ji-hye Lee (Hangeul : 이지혜)
- Arirang Arabic News
- Arirang News
- Arirang Prime
- Documentary World
- eSports, présenté par Jason Lee, Bryan We, Brian Lee, Yeirang Lee (Hangeul : 리예랑), Philippe Cho et Angela Park (Hangeul : 박지수)
- Hand in Hand Campus
- Heart to Heart, présenté par Kolleen Park (Hangeul : 박칼린)
- In Focus, présenté par Sang-mee Bak (Hangeul : 박상미), Jae-chun Kim (Hangeul : 김재천) et Sang-hyup Shin (Hangeul : 신상협)
- Let's Speak Korean
- Live H
- Now in North Korea, présenté par Hyonson Park (Hangeul : 박현선)
- Pops in Seoul, présenté par Daniel (Dalmatian), (Hangeul : 다니엘)
- Simply k-pop, Pas de présentateur. Artistes à tour de rôle.
- Showbiz Extra, présenté par Adrien Lee (Hangeul : 이준) et Yemie Lee (Hangeul : 이예미)
- Superkids, présenté par Isaac Durst
- Two Chefs, présenté par Olivia Lee et Ju-hyeong Lee (Hangeul : 이주형)
- W 24/7, présenté par Richard Kim, Pia Kim (Hangeul : 김비아) et Logandran Balavijendran
- 100 icons of korean culture, documentaire, pas de présentateur.

## Programmes d'Arirang TV qui ont cessé d'être diffusés
- A History of East Asian Culinary Exchange
- a Plus
- Affairs of the Heart
- Ancestral Legacies
- Apple Tree
- Arirang News
- Arirang Cafe
- Arirang Special
- Arirang Sports M
- Asia and the Cities
- Asian Cuisine Tour
- Battle Shinwa
- Beyond Borders
- Biz Today
- Buzz in Business
- Cartoon Time
- Cine-Lab
- Click! Digital Camera
- Company Close Up
- Coree Arirang
- CrossWorld People
- Cuisine Korea
- Cuisine Tour
- Day Break
- Diplomacy Lounge
- Drama Platinum
- Drama Theater
- Dynamic Korea
- Edward's Live Kitchen
- Electropia
- Encore Documentary
- Face to Face
- Festive Journey
- FOODelicious
- Franceska
- GEO Korea
- Great Pathfinders
- Health For All
- Homey Korean
- Host Family
- I Love Korea
- IDCF Special Cartoons
- In Law's War
- In Style Plus
- In Your Eyes
- Innovation Korea
- InStyle
- InStyle Plus
- Invest Korea
- Kidsland Wowow
- Korea 101
- Korea Now
- Korea This Week
- Korea Today
- Korea, The World's Best
- Korean Freakonomists
- Korean National Parks
- Korean News Update
- Korean Odyssey
- Love or Nothing
- Love's Pinwheel
- Lush Life
- Made in Korea
- Michel
- More Than Kimchi
- Movie World
- Museum Circuit
- My Funky Family
- National Treasures
- Nature's Symphony
- Nonstop
- On the Road
- Pasión de gavilanes
- Peninsula Scope
- People & People
- Perform Arts
- Photo Essay
- Power Market
- Power Product
- Quiz Champions
- Rank Korea
- Real Express
- Scenery of Korea
- Screen Flash
- Show Music Tank
- Showbiz World
- Showking M
- Sitcom
- Simply K-Pop
- Some Like it Hot
- Sound & Motion
- Sports Express
- STAR Real Story, "I Am"
- Starlit Promenade
- Superkids
- Talk Around
- Taste Your Life
- The Contenders
- The Great Aspiration
- The Legacy of Historial Architecture
- The Water Bloom
- Thumb Bear Kkomzi
- Trading Post
- Traditional Symbols
- Traveler's Korean
- Veiled Truth
- Wave Markers
- WEG Programs
- Win Win
- Winning Choice
- Working It
- World Best Restaurant
- World Sports
- World Wonders
- Ya Tribe

## telenovela
- Malparida
- Corazón partido (telenovela)
- Cuidado con el ángel
- Las tontas no van al cielo
- El cuerpo del deseo
- El Zorro, la espada y la rosa
- Inocente de ti
- Mirada de mujer
- Pasión de Gavilanes
- Rubí
- La traición (2008 TV series)
- Luisa (La hija del jardinero)
- Gata salvaje
- Altagracia (La mujer de Judas)
- Paloma (Cuando seas mía)
- Cristina (El privilegio de amar)
- Tres mujeres
- Camila
- Rosalinda
- Lazos de amor
- Marisol
- Dream High
- Frijolito (Amarte así)
- La viuda de Blanco
- La mujer en el espejo
- Inocente de ti
- La traición (2008 TV series)
- Kassandra
- Bella calamidades

## Feuilletons / séries télévisées
- Des amoureux à Paris (ou anglais : Lovers in Paris ; Hangeul : 파리의 연인)
- Alone In Love (Hangul : 연애시대)

## Critiques
Il serait avéré qu'Arirang a censuré certains points de vue négatifs sur la Corée du Sud. La chaîne a répondu à ces accusations.